# Herbert Wright
Herbert Arthur Wright (ur. 16 września 1892 w Bolton, zm. 23 września 1982 tamże) – brytyjski zapaśnik walczący w stylu wolnym.

## Życiorys
Zdobył brązowy medal w wadze lekkiej (do 67,5 kg) na igrzyskach olimpijskich w 1920 w Antwerpii. Pokonał w ćwierćfinale Henriego Joudiou z Francji, przegrał w półfinale z Gottfridem Svenssonem ze Szwecji, a w walce o brązowy medal wygrał z Augustem Thijsem z Belgii.
Wcześniej jego imię było błędnie podawane jako Peter W. Wright.